# Whinburgh and Westfield
Whinburgh and Westfield es una parroquia civil del distrito de Breckland, en el condado de Norfolk (Inglaterra). En ella se encuentran los pueblos de Whinburgh y Westfield.

## Demografía
Según el censo de 2001, Whinburgh and Westfield tenía 307 habitantes (152 varones y 155 mujeres). 51 de ellos (16,61%) eran menores de 16 años, 226 (73,62%) tenían entre 16 y 74, y 30 (9,77%) eran mayores de 74. La media de edad era de 45,4 años. De los 256 habitantes de 16 o más años, 49 (19,14%) estaban solteros, 170 (66,41%) casados, y 37 (14,45%) divorciados o viudos. 144 habitantes eran económicamente activos, 141 de ellos (97,92%) empleados y 3 (2,08%) desempleados. Había 5 hogares sin ocupar, 134 con residentes y 3 eran alojamientos vacacionales o segundas residencias.